# Flowerwall
„Flowerwall” – trzeci singel japońskiego piosenkarza Kenshiego Yonezu, wydany w Japonii 14 stycznia 2015 roku przez Universal Sigma.
Singel został wydany w dwóch edycjach: regularnej (CD) i limitowanej. Zadebiutował na 3. pozycji tygodniowej listy Oricon Singles Chart i pozostał na niej przez 17 tygodni. Sprzedał się w nakładzie 28 803 egzemplarzy fizycznych i zdobył status złoty za sprzedaż cyfrową tytułowej piosenki.

## Lista utworów
Wszystkie utwory zostały napisane, skomponowane i zaaranżowane przez Kenshiego Yonezu.
| CD | CD                               | CD      |
| Nr | Tytuł utworu                     | Długość |
| -- | -------------------------------- | ------- |
| 1. | „Flowerwall”                     | 5:01    |
| 2. | „Zange no machi” (jap. 懺悔の街) | 4:20    |
| 3. | „Petrichor” (jap. ペトリコール)  | 4:20    |

## Notowania
| Lista                             | Pozycja |
| --------------------------------- | ------- |
| Oricon Weekly Singles Chart       | 3       |
| Billboard Japan Hot 100           | 5       |
| Billboard Japan Hot Singles Sales | 3       |